# 붉은 청어

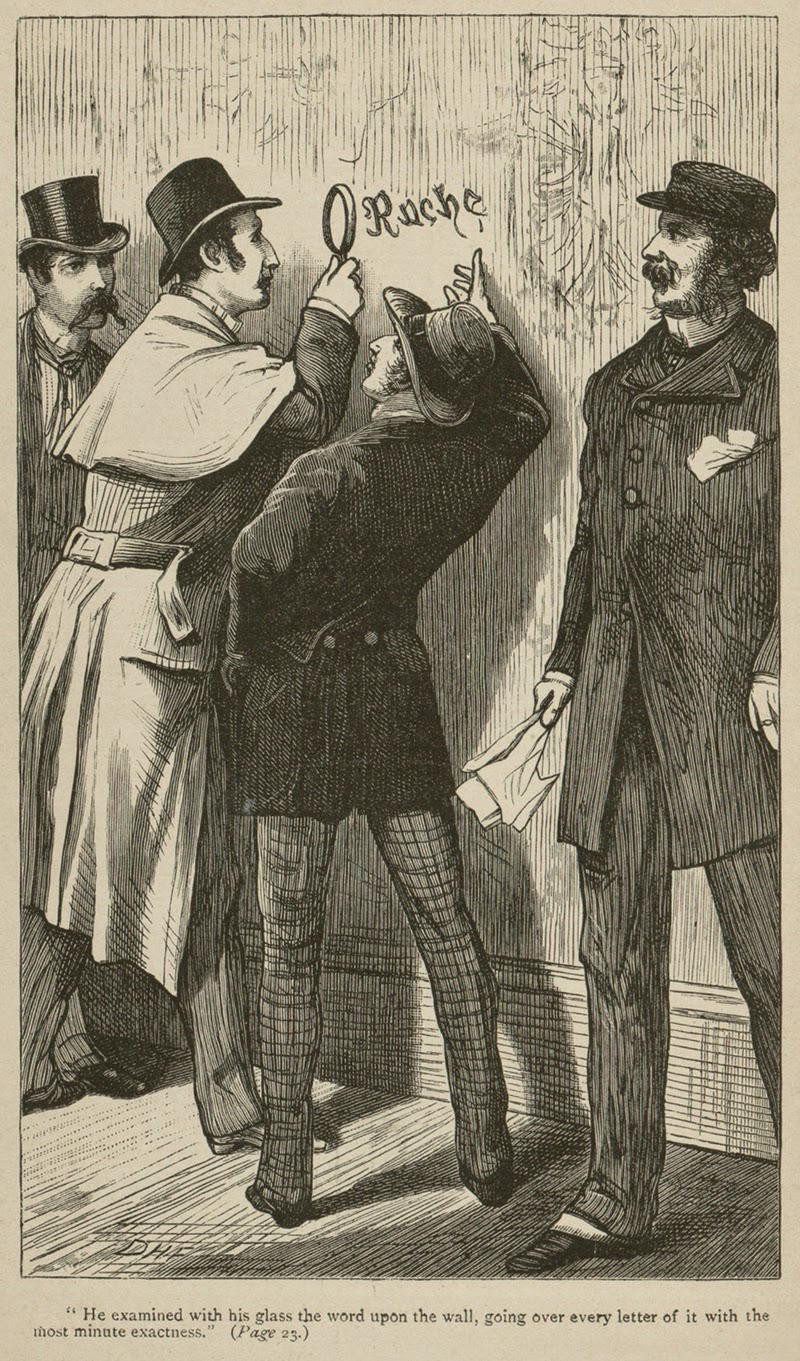
미스터리 소설 "주홍색 연구"에서 탐정 셜록 홈즈는 나중에 의도적으로 오해를 불러일으킨 것으로 밝혀진 단서를 조사한다.

붉은 청어(red herring)는 관련성이 있거나 중요한 질문에서 오해를 불러일으키거나 주의를 분산 시키는 것이다. 그것은 독자나 청중을 잘못된 결론으로 이끄는 논리적 오류일 수도 있고 문학적 장치일 수도 있다. 붉은 청어는 미스터리물이나 수사 전략(예: 정치)의 일부로서 의도적으로 쓰일 수도 있고, 무심코 논쟁에 쓰일 수도 있다.
이 용어는 1807년 영국의 논객인 윌리엄 코빗이 토끼를 쫓는 사냥개의 주의를 돌리기 위해 냄새가 심한 훈제 생선을 쓴 이야기를 들려 주면서 대중화되었다.

## 논리적 오류
비형식적 오류로서 붉은 청어는 광범위한 관련성 오류에 속한다. 상대방의 입장을 왜곡하는 허수아비와 달리, 붉은 청어는 겉으로는 그럴듯해 보이지만 궁극적으로는 별 뜻이 없는 우회 전술이다. 옥스포드 영어 사전에 따르면 붉은 청어는 의도적일 수도 있고 의도하지 않았을 수도 있다. 오해를 불러일으키려는 의식적인 의도가 반드시 있는 것은 아니다.
이 표현은 주로 논증이 논의 중인 문제와 관련이 없다는 것을 주장하는 데 쓰인다. 예를 들어, "학생들의 학업 요건을 더 엄격하게 만들어야 한다고 생각한다. 예산 위기에 처해 있고 급여에 영향을 미치고 싶지 않기 때문에 이를 지원하는 것이 좋다." 두 번째 문장은 첫 번째 문장을 뒷받침하는 데 쓰였지만 해당 주제를 다루지는 않는다.

## 의도적 장치
소설과 비허구에서 작가는 독자나 청중을 잘못된 결론으로 이끄는 잘못된 단서를 심기 위해 의도적으로 붉은 청어를 쓸 수 있다. 예를 들어, 댄 브라운의 다 빈치 코드에서 등장인물 아링가로사 주교는 소설의 대부분에서 그가 교회 음모의 중심에 있는 것처럼 제시되지만 나중에 이야기의 진정한 반동인물에 의해 순진하게 속은 것으로 드러난다. 캐릭터의 이름은 "붉은 청어"(aringa rosa, rosa는 실제로 '분홍색'을 뜻하고 '빨강'을 뜻하는 rossa와 유사)을 느슨한 이탈리아어로 번역한 것이다.
붉은 청어는 셜록 홈즈의 첫 이야기인 "주홍색 연구"에서 발견된다. 여기서 살인자는 범죄 현장에서 Rache(독일어로 '복수')라는 단어를 썼고, 이로 인해 경찰과 독자는 독일인이 연루된 것으로 잘못 추정하게 되었다.
붉은 청어는 법률 연구 및 시험 문제에서 학생들이 법률 문제에 대한 올바른 결론에 도달하지 못하도록 오도하고 주의를 분산시키는 데 자주 쓰인다. 이는 기본 법률에 대한 학생들의 이해도와 물질적 사실 상황을 적절하게 식별하는 능력을 시험하는 장치로 의도되었다.

## 역사
내가 소년이었을 때, 우리는 사유지로 설정해 놓은 산토끼의 흔적에서 해리어를 떼어내기 위해 아침 일찍 토끼가 있는 곳으로 가서 붉은 청어를 가져오곤 했다. 울타리와 도랑을 넘어 네다섯 마일 떨어진 곳, 들판을 가로질러 잡목림을 지나 한 지점에 도달했을 때까지 우리는 사냥꾼들이 쫓겨난 곳으로 돌아오지 않을 것이라고 확신했다. 그리고 런던 일간지의 편집자들과 소유주들을 사냥개만큼 현명하고 충실한 동물에 비유하는 것이 결코 이해될 수는 없겠지만, 우리가 언급하고 있는 경우에 대해서는 생각하지 않을 수 없다, 그들은 처음에는 어떤 정치적 사기꾼에 의해 오해를 받았음에 틀림 없다.

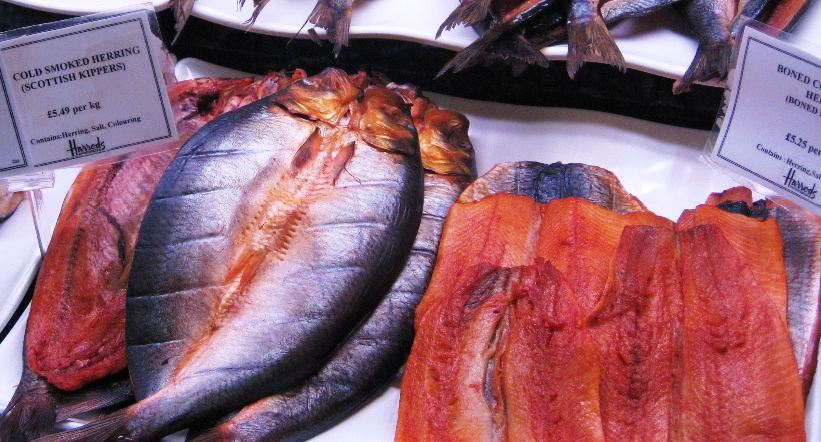
청어는 적갈색, 즉 "붉은 청어"가 될 때까지 훈제하고 염장하고 인위적으로 염색하여 보존한다. 냉장 보관하기 전에는 엄어가 아주 매운 것으로 알려져 있었다. 1807년에 윌리엄 코빗은 어렸을 때 다른 아이들과 함께 엄어를 사용해 아이들이 사냥하려는 토끼 냄새로부터 사냥개를 쫓아내는 방법에 관하여 썼다. 이 외경은 아마도 관용어의 기원이었을 것이다.

"붉은 청어"라는 어종은 없으며, 센 엄어에 붙여진 이름으로, 생선(일반적으로 청어)을 소금물에 세게 염지하거나 훈제한 것이다. 이 과정을 거치면 생선에서 특히 매운 냄새가 나고, 센 소금물을 쓰면 살이 붉게 변한다. 이러한 문자 그대로의 뜻에서 세게 절인 엄어라는 용어는 앵글로 노르만 시 비베스워스의 월터가 쓴 "논문"에서 13세기 후반으로 거슬러 올라갈 수 있으며, 이는 14세기 초 중세 영어에 처음 등장한다: "He eteþ no ffyssh / But heryng red."
2008년까지 "붉은 청어"라는 비유적인 뜻은 어린 후각 수렵견을 훈련 시키는 기술에서 유래한 것으로 생각되었다. 이야기에는 다양한 변형이 있지만 한 판본에 따르면 강아지가 냄새를 따르는 법을 배울 때까지 매운 붉은 청어를 길을 따라 끌고 간다고 한다. 나중에 개가 여우나 오소리의 희미한 냄새를 따르도록 훈련을 받을 때, 조련사는 개를 혼란시키기 위해 동물의 흔적에 수직으로 붉은 청어(센 냄새가 동물을 혼란스럽게 함)를 끌곤 했다. 개는 결국 더 센 냄새보다는 원래의 냄새를 따르는 법을 배웠다. 이 이야기의 변형은 훈련에 쓰였다는 언급 없이 "잠언, 격언, 유명한 문구가 담긴 맥밀란 책" (1976)에 나와 있으며, 최초의 사용은 1849년에 출판된 W. F. 버틀러의 "네이피어의 삶"에서 인용되었다. "브루어의 구문 및 우화 사전" (1981)은 전체 문구를 "길을 가로질러 붉은 청어를 그리다"로 제공한다. 이 관용어는 "부수적인 문제로 인해 주요 질문에서 주의를 돌리다"를 뜻한다. 여기에서 다시 한 번, "말리고, 훈제하고, 소금에 절인" 청어를 "여우의 길을 가로질러 끌면 냄새가 파괴되고 사냥개를 실수케 한다." 개 이야기의 또 다른 변형은 로버트 헨드릭슨 (1994)이 제시한 것으로, 탈출한 죄수들이 추적할 때 사냥개를 쫓아내기 위해 매운 물고기를 썼다고 말한다.
어원론자 마이클 퀴니언이 지지하고 옥스포드 영어 사전에서 인정한 "어원에 관한 논평" (2008)에 게재된 제럴드 코헨 교수와 로버트 스콧 로스의 두 기사에 따르면, 이 관용구는 사냥 관행에서 유래한 것이 아니다. 로스는 이야기의 기원을 조사한 결과 동물 훈련을 위해 청어를 쓰는 것에 대한 최초의 언급이 겔랜드 랭바인이 1697년에 출판한 승마술에 관한 소책자에서 발견되었다. 랭바인은 말이 사냥대의 혼란을 따라가는 데 익숙해지도록 고양이나 여우의 시체를 끌고 말(사냥개가 아닌)을 훈련시키는 방법을 권장했다. 그는 죽은 동물이 없다면 붉은 청어가 대신할 것이라고 말했다. 이 권장 사항은 같은 시기에 다른 책의 노트에 게재된 니콜라스 콕스에 의해 오해되었으며, 그는 이 권장 사항이 (말이 아닌) 사냥개를 훈련하는 데 써야 한다고 말했다. 어느 쪽이든, 청어는 사냥개나 말의 주의를 산만하게 하는 데 쓰인 것이 아니라 길을 따라 안내하는 데 쓰였다.
사냥개의 주의를 산만하게 하기 위해 청어를 쓰는 것에 대한 최초의 언급은 1807년 2월 14일 급진적인 언론인 윌리엄 코빗이 그의 논쟁적인 정기 간행물 "정치 기록부"에 게재한 기사이다.
코헨과 로스에 따르면, OED에서 인정한 것은 이것이 붉은 청어의 비유적 의미의 기원이다. 이 글에서 윌리엄 코빗은 나폴레옹의 패배를 잘못 보도한 영국 언론을 비판한다. 코빗은 한때 토끼를 쫓는 사냥개를 막기 위해 붉은 청어를 썼다고 회고하면서 "그것은 정치적 붉은 청어의 일시적인 효과일 뿐이었다. 토요일에 향기가 돌처럼 차가워졌기 때문이다."라고 덧붙였다. 퀴니언은 다음과 같이 결론을 내린다. "이 이야기와 [코빗의] 1833년의 확장된 반복은 붉은 청어에 대한 비유적인 의미를 독자의 마음에 심어주기에 충분했으며, 불행하게도 그것이 사냥꾼의 실제 관행에서 나왔다는 잘못된 생각도 함께 가지고 있었다."
코빗은 비유적인 사용법을 대중화했지만 문자 그대로 사냥개의 냄새를 맡는 데 붉은 청어를 고려한 최초의 사람은 아니다. 초기 언급은 엘리자베스 시대 작가 토마스 내시가 1599년에 출판한 소논문 "내시의 사순절 이야기"에서 "다음으로 사냥개를 향기에 끌어들이는 것, 붉은 청어 가죽에 비교할 수 있는 것은 없다."라고 말한다. 옥스포드 영어 사전은 내시의 인용문과 의도된 목표에서 주의를 돌리기 위한 붉은 청어의 비유적 의미를 연관 짓지 않았으며, 개를 냄새 쪽으로 끌어들이는 사냥 관행의 문자 그대로의 의미에서만 쓰였다.
냄새 사냥개를 쫓는 데 주의를 분산시키기 위해 청어를 쓰는 방법은 호기심 해결사 시리즈의 제148화에서 실험되었다. 실험에 쓰인 사냥개는 물고기를 먹기 위해 멈춰 일시적으로 도망자의 냄새를 잃었지만, 결국 역추적하여 목표를 찾아냈고, 그 결과 방송에서는 미신을 "거짓"으로 분류했다.

## 같이 보기
- 거짓 냄새
- 도요새 사냥 (바보 심부름 또는 기러기 추적)
- 맥거핀
- 무관한 결론
- 미끼
- 반전
- 붉은 청어 다섯 마리
- 붉은 청어 열두 마리
- 붉은 청어 취지서
- 비순응 (오류)
- 섀기독 이야기
- 예감
- 오류 목록 § 붉은 청어 오류
- 오탐지
- 위장술 책
- 정원길 문장
- 죽은 고양이 전략
- 체호프의 총
- 츄바카 방어
- 판단하는 언어

### 내용주
1. ↑  For the full original story by Cobbett, see the "Continental War" section in Cobbett, William (1807). 《Cobbett's political register》. London: Richard Bagshaw. 231–234쪽.

### 참조주
1. 1 2 3 4 5  “red herring, n.”. 《Oxford English Dictionary》. OED Third Edition, September 2009. 2015년 9월 24일에 원본 문서에서 보존된 문서.
2. ↑  Red-Herring (2019년 5월 15일). “Red Herring”. 《txstate.edu》 (영어). 2021년 8월 31일에 확인함.
3. ↑  Dupriez, Bernard Marie (1991). 《A Dictionary of Literary Devices: Gradus, A–Z》 (영어). University of Toronto Press. ISBN 978-0-8020-6803-3.
4. ↑  Hurley, Patrick J. (2011). 《A Concise Introduction to Logic》. Cengage Learning. 131–133쪽. ISBN 978-0-8400-3417-5. 2017년 2월 22일에 원본 문서에서 보존된 문서.
5. ↑  Tindale, Christopher W. (2007). 《Fallacies and Argument Appraisal》. Cambridge University Press. 28–33쪽. ISBN 978-0-521-84208-2.
6. ↑  Niazi, Nozar (2010). 《How To Study Literature: Stylistic And Pragmatic Approaches》. PHI Learning Pvt. Ltd. 142쪽. ISBN 978-81-203-4061-9. 2013년 10월 9일에 원본 문서에서 보존된 문서. 2013년 3월 2일에 확인함.
7. ↑  Dupriez, Bernard Marie (1991). 《Dictionary of Literary Devices: Gradus, A-Z》. Translated by Albert W. Halsall. University of Toronto Press. 322쪽. ISBN 978-0-8020-6803-3. 2013년 3월 2일에 확인함.
8. ↑  Turco, Lewis (1999). 《The Book of Literary Terms: The Genres of Fiction, Drama, Nonfiction, Literary Criticism and Scholarship》. UPNE. 143쪽. ISBN 978-0-87451-955-6. 2013년 10월 9일에 원본 문서에서 보존된 문서. 2013년 3월 2일에 확인함.
9. ↑  Lieb, Michael; Mason, Emma; Roberts, Jonathan (2011). 《The Oxford Handbook of the Reception History of the Bible》. Oxford University Press. 370쪽. ISBN 978-0-19-967039-0. 2017년 2월 22일에 원본 문서에서 보존된 문서.
10. ↑  Sheppard, Steve, 편집. (2005). 《The history of legal education in the United States: commentaries and primary sources》 2 print.판. Clark, N.J.: Lawbook Exchange. ISBN 978-1-58477-690-1.
11. 1 2  Cobbett, William (1807). 《Cobbett's Political Register》 11. London: Bagshaw. col. 232. ...we used [to], in order to draw off the harriers from the trail of a hare that we had set down as our own private property, get to her haunt early in the morning, and drag a red-herring, tied to a string, four or five miles over hedges and ditches...
12. 1 2 3 4 5 6 7 8 9 10 11 12  Quinion, Michael (2002–2008). “The Lure of the Red Herring”. 《World Wide Words》. 2010년 11월 4일에 원본 문서에서 보존된 문서. 2010년 11월 10일에 확인함.
13. ↑  Nashe, Thomas. (1599) Nashes Lenten Stuffe 보관됨 15 7월 2011 - 웨이백 머신 "Next, to draw on hounds to a sent, to a redde herring skinne there is nothing comparable." (Since Nashe makes this statement not in a serious reference to hunting but as an aside in a humorous pamphlet, the professed aim of which is to extol the wonderful virtues of red herrings, it need not be evidence of actual practice. In the same paragraph he makes other unlikely claims, such as that the fish dried and powdered is a prophylactic for kidney or gallstones.)
14. ↑  Nashe, Thomas. (1599) Nashes Lenten Stuffe 보관됨 15 7월 2011 - 웨이백 머신 "Next, to draw on hounds to a sent, to a redde herring skinne there is nothing comparable." (Since Nashe makes this statement not in a serious reference to hunting but as an aside in a humorous pamphlet, the professed aim of which is to extol the wonderful virtues of red herrings, it need not be evidence of actual practice. In the same paragraph he makes other unlikely claims, such as that the fish dried and powdered is a prophylactic for kidney or gallstones.)
15. ↑  Currall, J.E.P; Moss, M.S.; Stuart, S.A.J. (2008). “Authenticity: a red herring?” (PDF). 《Journal of Applied Logic》 6 (4): 534–544. doi:10.1016/j.jal.2008.09.004. ISSN 1570-8683.
16. ↑  Stevenson, Burton (ed.) (1976) [1948] The Macmillan Book of Proverbs, Maxims, and Famous Phrases New York: Macmillan. p. 1139. ISBN 978-0-02-614500-8
17. ↑  Evans, Ivor H. (ed.) (1981) Brewer's Dictionary of Phrase and Fable (Centenary edition, revised) New York: Harper & Row. p.549. ISBN 978-0-06-014903-1
18. ↑  Hendrickson, Robert (2000). The Facts on File Encyclopedia of Word and Phrase Origins. United States: Checkmark.
19. ↑  Nashe, Thomas (1599) Praise of the Red Herring 보관됨 15 7월 2011 - 웨이백 머신 In: William Oldys and John Malham (Eds) The Harleian miscellany 보관됨 30 12월 2017 - 웨이백 머신 Volume 2, Printed for R. Dutton, 1809. p. 331.
20. ↑  (영어) MythBusters: Season 9, Episode 1 – Hair of the Dog - 인터넷 영화 데이터베이스
21. ↑  “Episode 148: Hair of the Dog”. 《MythBusters Results》. 2021년 12월 31일에 원본 문서에서 보존된 문서. 2023년 1월 25일에 확인함.